# Silnice D106
Silnice D106 (chorvatsky Državna cesta D106) je silnice v Chorvatsku. Je dlouhá 73,8 km a je nejdůležitější silnicí na ostrově Pag. Začíná ve vesnici Posedarje a končí na severu Pagu u trajektu Žigljen.

## Průběh
Silnice začíná ve vesnici Posedarje, kde vychází ze silnice D8 na sever. Podchází dálnici A1, na kterou se zde lze napojit pomocí exitu (nájezdu) 16. Prochází přes vesnice Jovići a Rtina a pokračuje k pobřeží, kde zahrnuje Pažský most, spojující ostrov Pag s pevninou. Prochází přes vesnice Miškovići, Dinjiška, Stara Vas, Vrčići a Gorica do města Pag, kterým prochází. Pokračuje dále k severu ostrova přes vesnici Šimuni a opčinu Kolan. Poté míjí město Novalja a jde na severovýchod, kde končí u trajektu Žigljen. Za mořem pokračuje jako silnice D406 do vesnice Prizna, je však dlouhá pouze 2,9 km; poté se napojuje na silnici D8.
Silnice D106 však i přesto, že prochází téměř celým Pagem, nedosahuje nejsevernějšího bodu ostrova. Toho dosahuje silnice 5151, která se od silnice D106 odpojuje na kruhovém objezdu odpojuje na sever do města Novalja a jde až do vesnice Lun, která je nejsevernější vesnicí na ostrově.